# Samsung Galaxy J5 (2016)
Samsung Galaxy J5 2016 es un teléfono inteligente basado en Android producido, desarrollado, lanzado y comercializado por Samsung Electronics. Fue presentado y lanzado en abril de 2016. tiene 2 GB de memoria RAM LPDDR3.
El Galaxy J5 tiene una cámara trasera de 13 Megapixeles con flash LED, apertura f/1.9, enfoque automático y una cámara frontal de 5,2 Megapixeles f/1.9, también equipada con flash LED.

## Especificaciones

### Hardware
El teléfono funciona con el chipset Snapdragon 410 de Qualcomm, un 1.2 Procesador GHz, GPU Adreno 306 y 2 GB RAM con 16 GB de almacenamiento interno y una batería de 3100 mAh. El Samsung Galaxy J5 (2016) está equipado con una pantalla HD Super AMOLED de 5,2 pulgadas.

### Software
Este teléfono viene con Android 6.0.1, actualizable a Android 7.1.1. Es compatible con 4G LTE con doble SIM habilitado 4G. También es compatible con Samsung Knox.